# NGC 5839
NGC 5839 é uma galáxia lenticular (S0) localizada na direcção da constelação de Virgo. Possui uma declinação de +01° 38' 04" e uma ascensão recta de 15 horas, 05 minutos e 27,4 segundos.
A galáxia NGC 5839 foi descoberta em 24 de Fevereiro de 1786 por William Herschel.